# Defne Joy Foster
Defne Joy Foster (n. 2 septembrie 1975, Incirlik, Turcia – d. 2 februarie 2011, Istanbul, Turcia) a fost o actriță, prezentatoare și VJ turcă de origine afro-americană.

## Biografie
Defne Joy Foster s-a născut în Incirlik, Turcia. Ea și-a făcut studiile în școala primară Alsancak și la İzmir Özel Fatih Lisesi, o școală privată, tot în Izmir. Foster s-a căsătorit cu Yasin Solmaz în 2008 și a născut unicul copil al cuplului, Can Kılıç născut în 2009.

## Carieră
Foster a apărut pentru prima dată pe ecranele TV ca VJ la Kral TV și mai târziu a jucat în diferite seriale TV. Ea a participat ultima oară la Yok Böyle Dans, versiunea turcă a Dancing with the Stars, unde a terminat pe locul 4, fiind eliminată în ianuarie 2011.

## Filmografie
| Year | Title           | Role    | Notes        |
| ---- | --------------- | ------- | ------------ |
| 1997 | Ruhsar          |         | serial TV    |
| 2000 | Beyaz Yalanlar  | Ahu     | serial TV    |
| 2000 | Dadi            | Defne   | serial TV    |
| 2003 | Sihirli Annem   | Eda     | serial TV    |
| 2006 | Selena          | Pandora | serial TV    |
| 2007 | Hayal ve Gerçek | Gizem   | serial TV    |
| 2010 | Yok Böyle Dans  | Herself | Reality show |

## Decesul
Foster a fost găsită moartă în apartamentul prietenului ei Kerem Altan din Istanbul pe 2 februarie 2011. Rezultatele autopsiei ei au fost infarct miocardic cauzat de astm și consumul de băuturi alcoolice cu medicamente. Ea a murit din cauza dificultăților respiratorii și a infarctului miocardic.